# Ca l'Amado
Ca l'Amado és una obra de la Pobla de Cérvoles (Garrigues) inclosa a l'Inventari del Patrimoni Arquitectònic de Catalunya.

## Descripció
És un habitatge entre mitgeres força estret de planta baixa i dos pisos amb terrassa superior. Està fet de maons arrebossat a sobre, destaca a l'entrada un sòcol d'un metre d'alçada aproximadament, fet de rajoles decorades amb motius florals de gust modernista. Tant al primer com el segon pis hi ha dos balcons de ferro forjat; hi ha ondulacions a les pedres dels balcons i motius vegetals amb garlandes que els coronen. Dalt de tot hi ha un finestró el·líptic, també ornamentat. Per acabar, a mode de remat, trobem la terrassa balustrada amb unes jardineres amb flors i garlandes de pedra als angles.